# J 샤프
비주얼 J 샤프(Visual J#)은 자바와 비주얼 J++ 언어들의 프로그래머들을 위한 과도기적인 언어였던 J# 프로그래밍 언어의 구현체의 하나이며 이러한 까닭에 닷넷 프레임워크와 관련한 기존 지식과 애플리케이션의 사용이 가능하였다. 2002년 도입되었다가 2007년 중단되었으며, 제품의 최종 지원은 2017년 10월까지 계속되었다.